# Gamy durowe
Gamy durowe - skale durowe rozpoczynające się od określonych dźwięków (w dowolnej oktawie), od których przybierają swe nazwy:
- gama bez krzyżyków i bemoli - C-dur,
- gamy z krzyżykami rozpoczynają się od V stopnia gamy, która ma o jeden krzyżyk (podwyższenie) mniej,
- gamy z bemolami rozpoczynają się od IV stopnia gamy, która ma o jeden bemol (obniżenie) mniej.

Odmiany gam molowych:
- eolska (naturalna)
- harmoniczna - podwyższony VII stopień gamy
- dorycka - podwyższony VI i VII stopień gamy
- melodyczna - w górę gama dorycka, w dół - naturalna

Znaki przykluczowe w gamach durowych:
```
7b   6b    5b    4b   3b   2b  b       #   2#  3#  4#  5#   6#   7#
```

Ces ← Ges ← Des ← As ← Es ← B ← F ← C → G → D → A → E → H → Fis → Cis
kolejność (dodawanych) krzyżyków - fis, cis, gis, dis, ais, eis, his
kolejność bemoli - b, es, as, des, ges, ces, fes